# Eudiaptomus angustilobus
Eudiaptomus angustilobus is een eenoogkreeftjessoort uit de familie van de Diaptomidae. De wetenschappelijke naam van de soort werd in 1898 voor het eerst geldig gepubliceerd door Georg Ossian Sars.